# Монерон
Монерон е остров в Татарския проток, разположен на около 45 километра западно от югозападния ъгъл на остров Сахалин. Влиза в състава на Сахалинска област, Русия.
Площта му е около 30 km², дължината в посока север-юг – 7,15 km, а ширината – 4 km. Бреговата му ивица е с дължина 24 km. Източните и западните му брегове са стръмни и скалисти (до 200 m). Островът е с вулканичен произход. В непосредствена близост са разположени малки скалисти островчета – Пирамидални, Красние, Восточние и др.
Днес на острова няма постоянно население. В миналото той е обитаван от айну. През 11 век е наречен Тотомошири. Това име е дадено от даймио на Мацума и е наричан така няколко века. По време на експедицията на Лаперуз островът е наречен Монерон в чест на инженера на експедицията. По време на Втората световна война е завладян от японците и е наречен Кайбато. Това обаче продължава кратко и след края на войната отново е наречен Монерон.
Климатът е мусонен, като голямо влияние върху него оказва топлото Цушимско течение. Най-големите водни източници тук са реките Усова (дълга 2,5 km) и река Монерон (дълга 1,5 km). По протежението им има и водопади.
Около 20 % от площта на острова е заета от гори, предимно от брезови дръвчета. Има гнездови колонии на морски птици, които са разположени на островчетата и скалите в близост до Монерон. Така птиците са защитени от набезите на лисици и самури. Отделни части от бреговете са населени от тюлени. Топлото течение обуславя наличието на субтропически видове безгръбначни животни обитаващи водите. Тук е обособен първият морски природен парк в Русия. През 2008 г. е основан туристически комплекс.